# Jay Arnette
Joseph Hoyland Arnette (Austin (Texas), 19 de dezembro de 1938) é um ex-basquetebolista profissional estadunidense que integrou a Seleção Estadunidense que conquistou a Medalha de ouro disputada nos XVII Jogos Olímpicos de Verão de 1960 realizados em Roma.

## Biografia
Joseph Arnette jogou no Basquetebol universitário norte-americano por Texas Longhorns onde se graduou em 1963 em Odontologia, profissão que ele seguiu quando se aposentou nas quadras. Foi escolhido no Draft da NBA em 1960 pelo Cincinnati Royals (Atual Sacramento Kings) como nona escolha do primeiro round.
No Cincinnati Royals sua estréia foi em 16 de outubro de 1963. Durante três temporadas jogou 114 jogos, pegou 116 rebotes e anotou 424 pontos.